# Šared
Šared je dokaj razvejano naselje v jugozahodnem delu šavrinskega gričevja nad Izolo, v Slovenski Istri, pod in na robu slemena, ki se od malijskega hriba razteza proti severovzhodu. Naselje upravno spada v Občino Izola. Prebivalci se imenujejo Šaredini in Šaredinke, saj so domačini tudi lastniki lokalnih toponimov, ki so jih, zgodovinsko gledano, tudi sami ustvarili, s tem pa tudi lastnega poimenovanja prebivalcev naselja.
Do leta 1981 so bile v Šaredu zgolj stare razložene kmetije, zatem pa se je naselje, zaradi priseljevanja, predvsem iz bližnje Izole, precej povečalo. Novozgrajene hiše zasedajo predvsem vrh griča, od koder je ob lepem vremenu izjemen razgled na celotno obrežje severnega Jadrana s Furlanijo, Krasom in višje ležečimi planotami in pogorji v ozadju, kot so Dolomiti, Krnske in Julijske Alpe, Nanos, Vremščica, Snežnik, Čičarijo z Učko.

## Zgodovina
Šared je samostojno naselje od leta 1957.
Vzhodno od naselja stoji podružnična cerkev posvečena sv. Jakobu, iz prve četrtine 14. stoletja, obnovljena leta 1729. Ta je bila dolgo v ruševinah, leta 2003 pa je bila znova obnovljena. V bližini stoji spomenik trem padlim partizanom. Na zaselku Grublje so med gradnjo novega dela naselja odkrili arheološke najdbe iz 1. in 2. stoletja n.š., ki pričajo o rimski poselitvi tega področja.
Na pobočjih so zaselki Božume, Grbci, Kavaljer, Kocina, Montekalvo in Skamal.